# Millbrae (Kalifornia)
Millbrae város az USA Kalifornia államában, San Mateo megyében. Lakosainak száma 23 216 fő (2020).

## Népesség
A település népességének változása:

| 2010 | 21 532 |
| 2020 | 23 216 |